# 이익섭
이익섭(李翊燮, 1938년 ~ )은 대한민국의 국어학자이다.
1938년 강릉 출생으로, 서울대학교 국어국문학과 및 동 대학원을 졸업(문학박사)하고 1963~1969년 전북대학교 조교수를 거쳐 1969년부터 2003년까지 서울대학교 인문대학 국어국문학과 교수로 재직했다. 하버드 옌칭 연구소, 메릴랜드 대학교에서 객원학자를 지낸 바 있다. 1996~1997년 국어학회 회장, 1997~1999년 국립국어연구원 원장, 2002~2004년 한국어세계화재단 이사장 등을 역임했다. 2014년 제33회 세종문화상 학술상을 수상했다. 현재 서울대학교 명예교수로 있다.
한국어 방언 연구로 알려져 있으며, 저서로 『嶺東 嶺西의 言語 分化』(서울대학교 출판부, 1981), 『國語文法論』(공저, 학연사, 1983), 『國語 語文의 諸問題』(공저, 일지사, 1983), 『方言學』(민음사, 1984), 『國語學槪說』(학연사, 1986/2000), 『國語 表記法 硏究』(서울대학교 출판부, 1992) 등이 있다. 2022년에는 11년간 수집, 채록한 자료를 바탕으로 『강릉 방언 자료 사전』(신구문화사, 2022)을 출판했다.